# 카르텔 랜드
《카르텔 랜드》(영어: Cartel Land)는 2015년 공개된 미국의 다큐멘터리 영화이다. 제88회 아카데미상 다큐멘터리 장편 영화상 부문에 후보로 올랐다.